# NGC 2175
NGC 2175 هي عنقود نجمي مفتوح يتبع كوكبة الجبار. اكتشفه كارل كريستيان برونز في 1857.

## روابط خارجية
- NGC 2175 على موقع ويكي سكاي: DSS2, SDSS, GALEX, IRAS, Hydrogen α, X-Ray, Astrophoto, Sky Map, Articles and images